# Любич (герб)
Любич (пол. Lubicz, Luba, Lubow) — польский шляхетский герб.

## Описание
В поле лазоревом подкова серебряная, концами вниз обращённая, а внутри и на вершине подковы той — два кавалерских креста серебряных (либо золотых). Щит увенчан дворянским шлемом с дворянской короною и тремя страусовыми перьями. Намёт на щите лазоревый с серебром.
Существуют варианты герба с одним серебряным крестом, с двумя серебряными крестами, и один над другим в середине подковы.

## История и значение символов
Появление этого герба относят к XII веку (ок.1190 г.). Один из наиболее распространённых польских шляхетских гербов, используемых во всей Речи Посполитой, и к нему приписано в Польше всего более родов. Использовался на родовых гербах в Польше, Белоруссии, Украине, Литве. Им пользовались свыше 100 дворянских фамилий.
Подкова — славянский символ рыцаря (как привилегия воевать на коне, то есть быть всадником). Благородный рыцарь, считавший для себя унизительным сражаться пешим, немыслимый без коня, представлял себя или верхом в боевых доспехах (как, например, на гербе Погоня), или, вместо этого помещал на свой герб подкову — самую почётную и любимую славянином эмблему.
Золотой крест над подковой — тоже символ благородного рыцарства, только если подкова указывает на боевое значение, то крест — на религиозное значение рыцаря. Крест — победа креста над луной (то есть язычеством, татарами), победа, одержанная мечом, и награда, которая ожидала на небесах всякого, кто исполнил на земле веления Бога.
Цвет в данном случае не несёт смысловой нагрузки (хотя в классической геральдике, конечно, каждый цвет что-то значит). У поляков это цвет полкового знамени, к которому издревле принадлежал владелец герба. Но вообще, в геральдике: золотой (жёлтый) — символ богатства, справедливости, великодушия; серебряный (белый) — символ чистоты и невинности; синий (голубой, лазурь) — символ красоты, мягкости, величия.
Герб Любич наиболее выражен в гербе Грушецких. Как элемент встречается так же в личных гербах князей Радзивиллов — княгини Екатерины Собесской Радзивилл (1634—1694 гг.) и князя Михаила Казимира Радзивилла (1702—1762 гг.).

## Роды польские и русские, принадлежащие к гербу Любич
- Любич:

### А
1. Абрагамовичи (Абрамовичи, Бурчаки) (Abrahamowicz, Abramowicz, Burczak)
2. Абрамовичи-Лызинские (Abramowicz-Lyzynski)
3. Авсеенки
4. Адамовичи (Adamowicz)
5. Анджейковичи (Andrzejkowicz)
6. Анджейковские
7. Анчевские (Anczewski)
8. Аншевские (Anszewski)
9. Анштетт (Anstett)
10. Арцемберские (Arcemberski)
11. Аринек (Гаринек, Арынки) (Arynek, Harynek, Arynka)

### Б
1. Бабецкие (Babecki)
2. Багиновичи (Baginowicz)
3. Багинские (Bagienski)
4. Байковы (Bajkow)
5. Байковские (Bajkowski, Baykowski)
6. Байковы (русский род; ОГ II, 124)
7. Бакановские (Баконовские) (Bakanowski, Bakonowski)
8. Бакуринские (русский род; ОГ IX, 26)
9. Бартиковские (Bartikowski)
10. Бартка (Bartka)
11. Бартковские (Bartkowski)
12. Бартосевичи (Bartosiewicz)
13. Барцицкие (Barcicki)
14. Батюшковы (русский род; ОГ IV, 93)
15. Бахтины (русский род; ОГ II, 95)
16. Бачевские (Baczewski)
17. Беднарские (з Беднар) (Bednarski, z Bednar)
18. Бедонские (Bedonski)
19. Бекановские (Bekanowski)
20. Беч (Biecz)
21. Бернацкие (Biernacki)
22. Бесекерские (Biesiekierski)
23. Бледзевские (Bledzewski)
24. Бобаноские (Bobanoski)
25. Бобинские (Bobinski)
26. Бобровские (Bobrowski)
27. Богуслав (Bohuslaw)
28. Божепольские (Bozepolski)
29. Боляновские (Bolanowski)
30. Боржевские (Borzewski)
31. Боржестовские (Borzestowski)
32. Боржеховские (Borzechowski)
33. Боржимовские (Borzymowski)
34. Борковские (Borkowski)
35. Боровские (Borowski)
36. Борткевичи (Bortkiewicz)
37. Борховские (Borchowski)
38. Брайчевские (Brajczewski)
39. Бжезинские (Brzezinski)
40. Бжовские (Brzowski)
41. Бжозовские (Brzozowski)
42. Бжуменские (Brzumienski)
43. Брыкчынские (Brykczynski)
44. Брозовские (Brozowski)
45. Будераские (Buderaski)
46. Будзислав (Budzislaw)
47. Булановичи (Bulanowicz)
48. Бужимовские (Burzymowski)
49. Бучынские (Buczynski)
50. Бялоблоцкие (Bialoblocki)
51. Бялоскурские (Bialoskorski)
52. Бялоховские (Bialochowski)
53. Бялыновичи (Bialynowicz)
54. Бялынские (Bialynski)

### В
1. Ватлевские (Watlewski)
2. Велицкие (Wielicki)
3. Венгржецкие (Wegrzecki)
4. Вежбицкие (Wierzbicki)
5. Вежбовские (Wierzbowski)
6. Вежуховские (Wierzuchowski)
7. Версоцкие (Wersocki)
8. Видлицкие (Widlicki)
9. Вилпишевские (Wilpiszewski)
10. Вильбики (Wilbik)
11. Винские (Winski)
12. Винча (Wincza)
13. Висигерд (Визгерд) (Wisigierd, Wisigerd, Wizgierd)
14. Виттинские (Wittinski)
15. Войдовские (Wojdowski)
16. Войнаровичи (Wojnarowicz)
17. Войткевичи (Wojtkiewicz)
18. Войтковские (Wojtkowski)
19. Войтковские (Woytkowski)
20. Войткунские
21. Войцеховские (Wojciechowski, Woyciechowski)
22. Волинские (Wolinski)
23. Волковицкие (Wolkowicki)
24. Волунские (Wolunski)
25. Вольские (Wolski)
26. Волянские (Wolanski)
27. Вондолковские (Wadolkowski)
28. Вондоловские (Wadolowski)
29. Воронец (русский род; ОГ IV, 114)
30. Вортковские (Wortkowski)
31. Вроченские (Врочинские) (Wroczenski, Wroczynski)
32. Врублевские (Wroblewski)
33. Выгражевские (Wygrażewski)
34. Выжиковские (Wyrzykowski)
35. Высоцкие (Wysocki)
36. Вычалковские (Wyczalkowski)

### Г
1. Гаринек (Harynek)
2. Гдовские (Gdowski)
3. Гевартовские (Giewartowski)
4. Герковские (Gerkowski)
5. Герцык (Hercyk, Hereyk z Lubna)
6. Герчинские (Gierczynski)
7. Гечевичи (Gieczewicz)
8. Глебовичи (Hlebowicz)
9. Глинские (Glinski)
10. Глебоцкие (Glebocki)
11. Глячинские (Glaczynski)
12. Годлевские (Godlewski)
13. Голковские (Golkowski)
14. Головачи (Моствило) (Holowacz, Mostwilo)
15. Головки (Holowka)
16. Горечковские (Goreczkowski)
17. Горжескот (Gorzeskot)
18. Гороматские (Horomatski)
19. Гослиновские (Goslinowski)
20. Гослицкие (Goslicki)
21. Гостковские (Gostkowski)
22. Гостынские (Gostynski)
23. Госцицкие (Гошицкие) (Goscicki, Goszczycki)
24. Градовские (Gradowski)
25. Гражевичи
26. Грановские (Granovski)
27. Грегоровичи (Григоровичи, Hrehorowicz, Hreorowicz, Hryhorowicz)
28. Греффены (Greffen)
29. Гриневичи (Gryniewicz)
30. Гродзицкие (Grodzicki)
31. Гроховские (Grochowski)
32. Гружевские (Gruzewski)
33. Грушецкие (Gruszecki)
34. Грушецкие (русский род; ОГ II, 85)
35. Гужковские (Guzkowski)
36. Гужевские (Gużewski)
37. Гудовские (Gudowski)
38. Гурские (Gurski)
39. Гуриновичи (Hurynowicz)

### Д
1. Давидовичи (Dawidowicz)
2. Даниловские (Danilowski)
3. Дерналовичи (Dernalowicz)
4. Дзежицы (Dziezyc)
5. Дзеженские (Dzierzenski)
6. Дзержицы (Dzierzyc)
7. Дзехцинские (Dziechcinski)
8. Дзичичи (Dziczycz)
9. Длуголенцкие (Dlugolecki)
10. Добржевинские (Dobrzewinski)
11. Добжияловские (Dobrzyialoski, Dobrzyjalowski)
12. Довейко (Dowejko)
13. Долгоневские
14. Долунек (Dolunek)
15. Домалевские
16. Доманевские (Domaniewski)
17. Домбковские (Dabkowski)
18. Домбровские (Dabrowski)
19. Држевицкие (Drzewicki)
20. Дриздели (Dryzdela)
21. Дурвонишко
22. Дурьевские (Duryewski)
23. Дыбовские (Dybowski)

### Е
1. Еглинские (Jeglinski)
2. Енджеевичи (Jedrzejowicz)

### Ж
1. Жабка (Zabka)
2. Жевоцкие (Zewocki)
3. Жидовичи (Zydowicz)
4. Жидово (Жидова) (Zydowo, Zydowa)
5. Жилевичи (Zylewicz)
6. Жилинские (Zylinski)
7. Жиличи (Zylicz)
8. Житкевичи (Zytkiewicz)
9. Жолкевские (Zolkiewski)
10. Жолковские (Zolkowski)
11. Жолцинские (Zolcinski)
12. Жоховские (Żochowski)[1]
13. Жудыцкие (Zudycki)
14. Жуковы (русский род; ОГ VI, 25)

### З
1. Заблоцкие (Zablocki)
2. Задыковичи (Zadykowicz)
3. Загорские (Zahorski)
4. Загржевские (Zagrzewski)
5. Загурские (Zagorski)
6. Закжевские (Закревские) (Zakrzewski)
7. Залеские (Залевские) (Zaleski, Zalewski)
8. Залуские (Zaluski)
9. Заленские (Zaleski)
10. Заневские (Zaniewski)
11. Заорские (Zaorski)
12. Запасевичи (Zapasiewicz)
13. Запасники (Zapasnik)
14. Затор (Zator)
15. Захорские (Zachorski)
16. Збожинские (Zborzynski)
17. Збыслав (Zbyslaw)
18. Здзанские (Zdzanski)
19. Зелинские (Zielinski)
20. Зласновские (Zlasnowski)
21. Зожевские (Zorzewski)

### И
1. Идзковские (Idzkowski)
2. Ильцевичи (Ilcewicz)

### К
1. Калиновские (Kalinowski)
2. Калиские (Kaliski)
3. Карвосецкие (Karwosiecki)
4. Касперовичи (Kasperowicz)
5. Кевнарские (Kiewnarski)
6. Киевские (Kijowski)
7. Клопот (Klopot)
8. Клосенские (Klosienski)
9. Клосинские (Klosinski)
10. Коблинские (Koblinski)
11. Кобылянские (Kobylanski)
12. Кобыленские (Кобылинские) (Kobylenski, Kobylinski)
13. Козарские или Загоржичовские (Kozarski alias Zagorzyczowski)
14. Козельские (Kozielski)
15. Козинские (Kozinski)
16. Козицкие (Kozicki)
17. Козловские (Kozlowski)
18. Козминские (Kozminski)
19. Козьмирские (Kozmirski)
20. Конарские (Konarski)
21. Кононовичи
22. Конопки (Konopka)
23. Концкие (Kacki)
24. Копец (Kopec)
25. Косминские (Косминские з Космина) (Kosminski, Kosminski z Kosmina)
26. Коханские (Kochanski)
27. Кочановские (Koczanowski)
28. Кочмеровские (Коцмеровские) (Koczmierowski, Kocmierowski)
29. Кочовские (Кочовские з Кочова) (Koczowski, Koczowski z Koczowa)
30. Кжеч (Krzecz)
31. Кржечовские (Krzeczowski)
32. Кживицкие (Krzywicki)
33. Кживоноские (Кживоновские) (Krzywonoski, Krzywonowski)
34. Кржинецкие (Krzyniecki)
35. Кжицкие (Krzycki)
36. Кросвицкие (Kroswicki)
37. Кросницкие (Krosnicki)
38. Кросновские (Krosnowski)
39. Круповес (Krupowies)
40. Кжичковские (Krzyczkowski)
41. Куземские (Kuziemski)
42. Кульновы (Kulnow)
43. Кульповичи
44. Кунишы (Kunisz)
45. Куровские (Kurowski)
46. Кухарские (Kucharski)

### Л
1. Лавровы (русский род; ОГ V, 87)
2. Лапа (Lapa)
3. Лапинские (Lapinski)
4. Лаппы (Lappa)
5. Лейко (Lejko)
6. Лемешевские (Lemieszewski)
7. Ленковские (Lekowski)
8. Лигенза (Ligeza)
9. Липинские (Lipinski)
10. Липские (Lipski)
11. Лисовские (Lisowski)
12. Лиссовские (Lissowski)
13. Лозинские (Lozinski)
14. Ломжинские (Lomzynski)
15. Лонжинские (Lazynski)
16. Лопацинские (Lopacinski)
17. Лопацкие (Lopacki)
18. Лопенские (Lopienski)
19. Лопинские (Лопенские Перог) (Lopinski, Lopienski Pierog)
20. Лосковские (Loskowski)
21. Лошевские (Loszewski)
22. Лубы (Luba)
23. Луговские (Lugowski)
24. Лужецкие (Luzecki)
25. Лысаковские (Лысковские) (Lysakowski, Lyskowski)
26. Люберские (Luberski)
27. Любичи (Lubicz)
28. Любичанковские (Lubiczankowski)
29. Любинские (Lubinski)
30. Любянец (Lubianiec)
31. Людзицкие (Ludzicki)
32. Лютоборские (Lutoborski)
33. Лязовские (Lazowski)

### М
1. Майковские (Maykowski)
2. Маковецкие (Makowiecki)
3. Мальчевские (Malczewski)
4. Манкевичи (Mankiewicz) присутствует в польском переводе
5. Манковичи (Mankowicz)
6. Маркевичи (Markiewicz)
7. Мацкевичи (Mackiewicz)
8. Машевские (Maszewski)
9. Мейснеры (Mejsner, Meysner)
10. Мержеевские (Мержеёвские) (Mierzejewski, Mierzejowski)
11. Мержинские (Mierzynski)
12. Мечниковские (Miecznikowski)
13. Милевские (Milewski)
14. Милькевичи (Milkiewicz)
15. Милоши (Milosz)
16. Мисбацкие (Misbacki)
17. Мицкевичи(Mickiewicz)
18. Мишевские (Miszewski)
19. Миштольты (Misztolt)
20. Млодынские (Mlodynski)
21. Мниховские (Mnichowski)
22. Мнишевские (Mniszewski)
23. Могельницкие (Могильницкие) (Mogielnicki, Mogilnicki)
24. Монкевичи (Monkiewicz)
25. Монсевичи (Monsiewicz)
26. Монтвид (Montwid)
27. Москевичи (Moskiewicz)
28. Муржиновичи (Murzynowicz)
29. Муржиновские (Murzynowski)
30. Мыслецкие (Myslecki)

### Н
1. Навроцкие (Nawrocki)
2. Нагродские (Nagrodzki)
3. Небовские (Niebowski)
4. Неборские (Nieborski)
5. Неверовские (Niewierowski)
6. Незабитовские (Незабитовские Пенек, Незабытовские) (Niezabitowski, Niezabitowski Pieniek, Niezabytowski)
7. Нелавицкие (Nielawicki)
8. Нелиские (Nieliski)
9. Ненха (Nencha)
10. Несвястовские (Nieswiastowski)
11. Некрашевичи (Niekraszewicz)
12. Нетребские (Netrebski)
13. Нинские (Ninski)
14. Нитовские (Nitowski)
15. Новацкие (Nowacki)
16. Новицкие (Nowicki)
17. Нововеские (Nowowieski)
18. Носаржовские (Nosarzowski)

### О
1. Обромпальские (Obrapalski)
2. Овчарские (Owczarski)
3. Ойржинские (Ojrzynski, Oyrzynski)
4. Олешевы (русский род; ОГ II, 112)
5. Орженские (Orzenski)
6. Орженцкие (Orzecki)
7. Орловские (Orlowski)
8. Оссовские (Ossowski)
9. Ошковские (Oszkowski)
10. Ошмянские (Oszmianski)

### П
1. Палибины (русский род; ОГ IV, 104)
2. Пайончковские (Pajanczkowski, Pajaczkowski)
3. Паплонские (Paplonski)
4. Паховские (Pachowski)
5. Пекутовские (Piekutowski)
6. Перчинские (Perczynski)
7. Петрашко (Pietraszko)
8. Печковские (Pieczkowski)
9. Пешковские (Pieszkowski)
10. Пивницкие (Piwnicki)
11. Пижевичи (Puzewicz)
12. Пинские (Pinski)
13. Писанко (Pisanko)
14. Пичковские (Piczkowski)
15. Пищатовские (Piszczatowski)
16. Плазовские (Plazowski)
17. Плащинские (Plaszczynski)
18. Плеевские (Плеевские з Плеева) (Plejewski, Plejewski z Plejewa)
19. Плодовские (Plodowski)
20. Плотовские (Plotowski)
21. Плющовские (Pluszczowski)
22. Покрживницкие (Pokrzywnicki)
23. Поникевские (Ponikiewski)
24. Пончковские (Paczkowski)
25. Пончовские
26. Посуловичи
27. Потоцкие (Potocki)
28. Пжановские (Przanowski)
29. Пжегалинские (Przegalinski)
30. Пжибыславские (Przybyslawski)
31. Простек (Prostek)
32. Прушинские (Pruszynski)
33. Пжилуские (Przyluski)
34. Пуниковские (Punikowski)
35. Пядзевские (Piadzewski)
36. Пядлевские (Piadlewski)

### Р
1. Радзивилович (Radziwilowicz)
2. Радзиминские (Radziminski)
3. Радзишевские (Radzieszewski)
4. Радзыминские (Radzyminski)
5. Раковские (Rakowski)
6. Рапацкие (Rapacki)
7. Ратынские (Ratynski)
8. Рачевские (Raczewski)
9. Раченские (Raczenski)
10. Ревенские (Rewienski)
11. Редько (Redko)
12. Рейчинские (Rejczynski, Reyczynski)
13. Рембелинские (Rebielinski, Rembielinski)
14. Ржепецкие (Rzepecki)
15. Ритель (Rytel)
16. Ровицкие (Rowicki)
17. Родер (Roder)
18. Рожицкие (Rozycki)
19. Рокицкие (Rokicki)
20. Романовичи (Romanowicz)
21. Рудницкие (Rudnicki)
22. Рукша (Ruksza)
23. Рушковские (Ruszkowski)
24. Рымкевичи (Rymkiewicz)
25. Рыхлик (Rychlik)

### С
1. Савицкие (Sawicki)
2. Садлинские (Sadlinski)
3. Садовские (Sadowski)
4. Самек (Саммек) (Samek, Sammek)
5. Самницкие (Samnicki)
6. Сапешко (Sapieszko)
7. Свидерские (Swiderski)
8. Свинские (Swinski)
9. Сельские (Sielski)
10. Селятицкие (Sielatycki)
11. Семинские (Sieminski)
12. Сендзицкие (Sedzicki)
13. Сераковские (Sierakowski)
14. Сервинские (Serwinski)
15. Серек (Serek)
16. Серковские (Serkowski)
17. Серковские (Sierkowski)
18. Cирковские (Sirkowski)
19. Серкучевские (Sierkuczewski)
20. Сидоровичи (Sidorowicz)
21. Сикорские (Sikorski)
22. Сичковские (Siczkowski)
23. Сирские (Sirski)
24. Скавинские (Skawinski)
25. Скивские (Skiwski)
26. Сколдыцкие (Skoldycki)
27. Сколимовские (Skolimowski)
28. Смушевские (Smuszewski)
29. Собанские (Sobanski)
30. Спасовские (Spasowski)
31. Спевацкие (Spevatski)
32. Спендовские (Spendowski, Spedowski)
33. Стабровские (Stabrowski)
34. Ставецкие (Stawecki, Stawiecki)
35. Ставицкие (Stawicki)
36. Ставские (Stawski)
37. Становские (Stanowski)
38. Стамбровские
39. Стацевичи (Stacewicz)
40. Стжемеские (Strzemeski)
41. Стоверовские (Stowerowski)
42. Стогневы (Stogniew)
43. Столыпины (русский род; ОГ X, 31)
44. Стояновские (Stojanowski)
45. Стржалковские (Strzalkowski)
46. Стржешевские (Strzeszewski)
47. Стыпулковские (Stypulkowski)
48. Судзиловские (Sudzilowski)
49. Сулимирские (Sulimirski)
50. Сулистровские (Sulistrowski)
51. Супинские (Supinski)
52. Сурмо (Шырмо) (Surmo, Szyrmo)
53. Суские (Suski)
54. Сухорские (Suchorski)

### Т
1. Тарговские (Targowski)
2. Тарженские (Tarszenski)
3. Тропянские (Tropianski)
4. Тупик (Tupik)
5. Тыбишевские (Tybiszewski)
6. Тыборовские (Tyborowski)
7. Тылицкие (Tylicki)
8. Тыхальские(Тихальские) (Tychałski)

### У
1. Узловские
2. Униковские (Unikowski)
3. Усинские (Usinski)
4. Усцинские (Uscinski)
5. Ушинские (Uszynski)
6. Уяздовские (Ujazdowski)

### Ф
1. Федковичи (Fedkowicz)
2. Филицкие (Filicki)

### Х
1. Хабовские (Chabowski)
2. Хаборские (Chaborski)
3. Хельховские (Chelchowski)
4. Хлаповские (Chlapowski)
5. Ходневы (русский род; ОГ IV, 91)
6. Хоецкие (Chojecki)
7. Хойновские (Chojnowski)
8. Хойновские (Choynowski)
9. Хомяковы (русский род; ОГ VI, 22)
10. Хороманские (Choromanski)
11. Хотольские (Chotolski)
12. Хржчоновские (Chrzczonowski)
13. Хроминские (Хроминские на Хромне) (Chrominski, Chrominski na Chromnie)
14. Хростовские (Chrostowski)
15. Хрущовы (русский род; ОГ II, 111)

### Ц
1. Целемецкие (Cielemecki)
2. Ценжадловские (Ciezadlowski)
3. Цежпента (Cierzpieta)
4. Цесельские (Ciesielski)
5. Цеслицкие (Cieslicki)
6. Цецерские (Ciecierski)
7. Циховские (Cichowski)
8. Цихоцкие (Cichocki)

### Ч
1. Чаплицкие (Czaplicki)
2. Чарторыйские (Czartoryski)
3. Чемодуровы (русский род; ОГ X, 116)
4. Червинские (Czerwinski)
5. Червонки (Czerwonka)
6. Черневичи (Czerniewicz)

### Ш
1. Шантыр (Szantyr)
2. Шелещинские (Szeleszczynski)
3. Шелиские (Szeliski)
4. Шемборские (Шимборские) (Szemborski, Szymborski)
5. Шерновичи (Szernowicz)
6. Шероковские (Szerokowski)
7. Шидловские (Szydlowski)
8. Шимановские (Szymanowski)
9. Шимонские (Szymonski)
10. Ширма (Szyrma)
11. Шматовичи (Szmatowicz)
12. Шомовские (Szomowski)
13. Шпаковские (Szpakowski)
14. Шреттеры (Szretter)
15. Штрем (Sztrem)
16. Шумборские (Szumborski)
17. Шумовские (Szumowski)

### Ю
1. Юревичи (Jurewicz, Iuriewicz)
2. Ющинские

### Я
1. Яворницкие (Jawornicki)
2. Яворовские (Jaworowski, Iaworowski)
3. Ягнентковские (Jagniatkowski)
4. Яздовские (Jazdowski)
5. Яковицкие (Jakowicki)
6. Ялоза (Jaloza)
7. Янушкевичи (Januszkiewicz)
8. Янушовские (Januszowski)
9. Янчевские (Janczewski)
10. Ярнушкевичи (Jarnuszkiewicz)
11. Яссовичи (Jassowicz)
12. Ястржембские (Jastrzebski)
13. Яшовские(Jaszowski)

- Любич изм.:

1. Ватлевские (Watlewski)
2. Винские (Winski)
3. Волковицкие (Wolkowicki)
4. Герцики (Hercyk)
5. Гузковские (Guzkowski)
6. Жабка (Zabka)
7. Копец (Kopec)
8. Могильницкие (Mogilnicki)
9. Монькевичи (Monkiewicz)
10. Пядзевские (Piadzewski)
11. Редер (Reder)
12. Стабровские (Stabrowski)
13. Тупик (Tupik)
14. Шантыр (Szantyr)
15. Ширма (Szyrma)

## Изображение герба

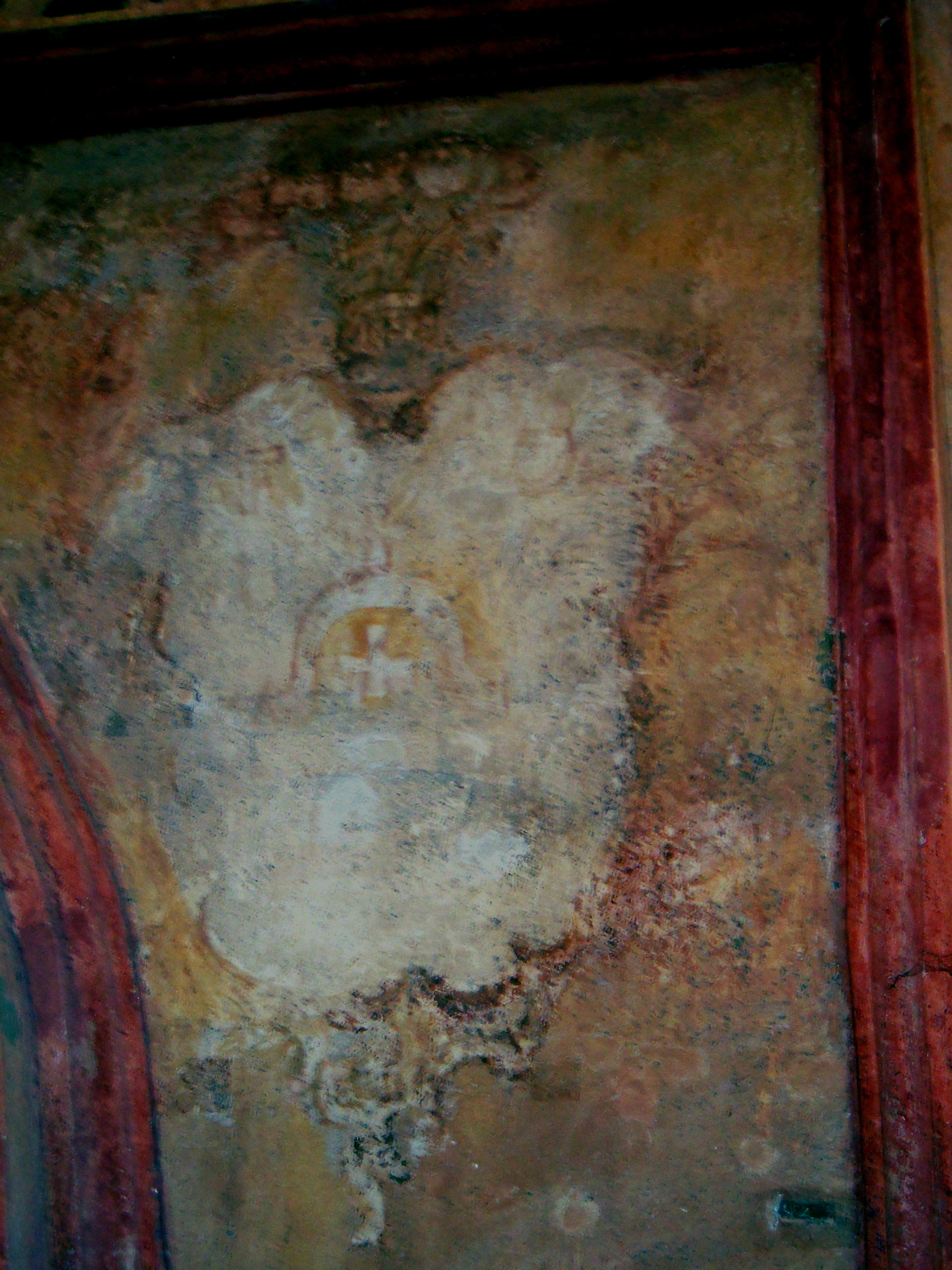
Герб «Любич» в Могилёвском кафедральном костёле Успения Пресвятой Богородицы (святого Станислава) (1752 г.), в главном нефе, под хорами
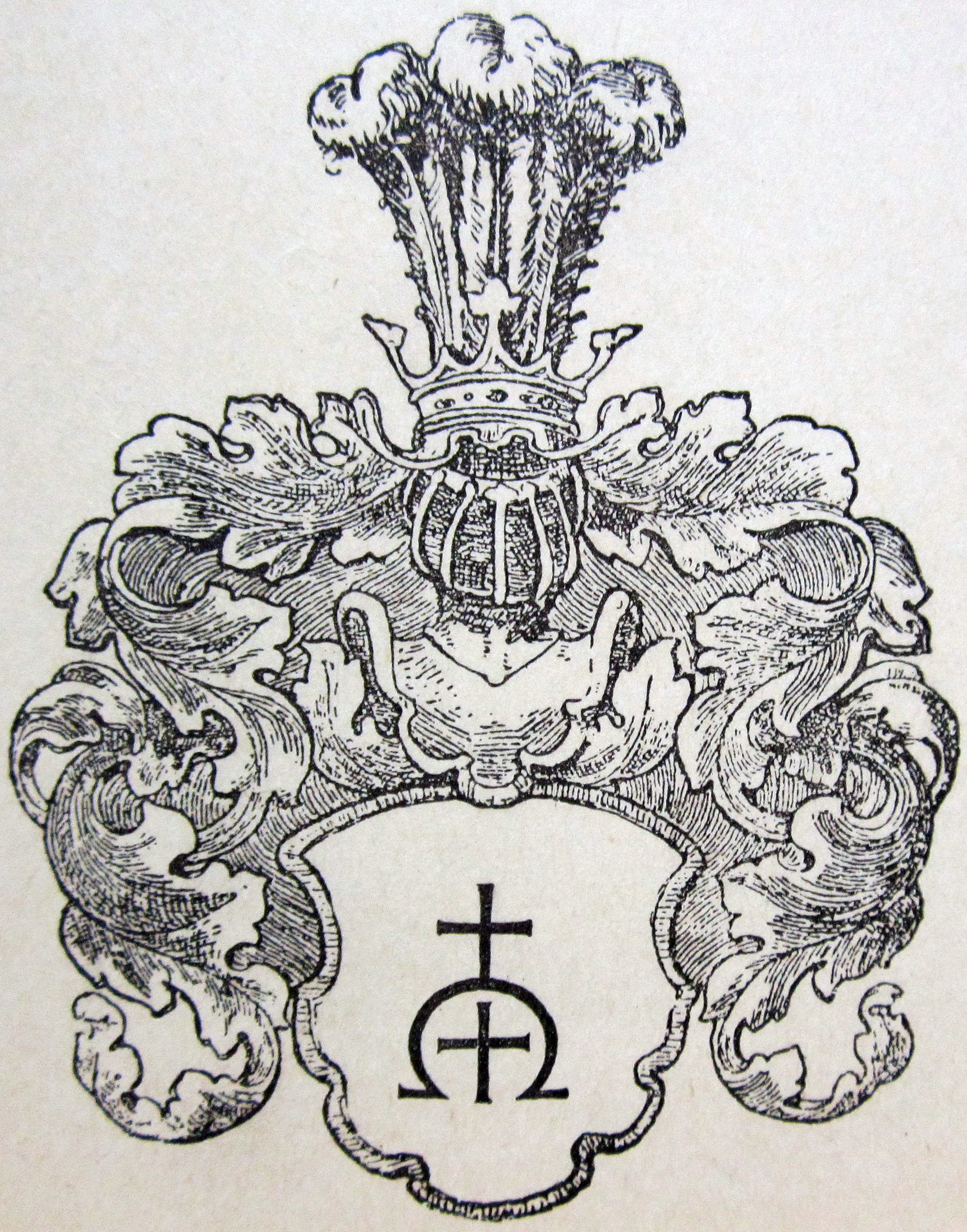
Изображение герба в «Гербовнике Витебского дворянства». Спб, 1900 год
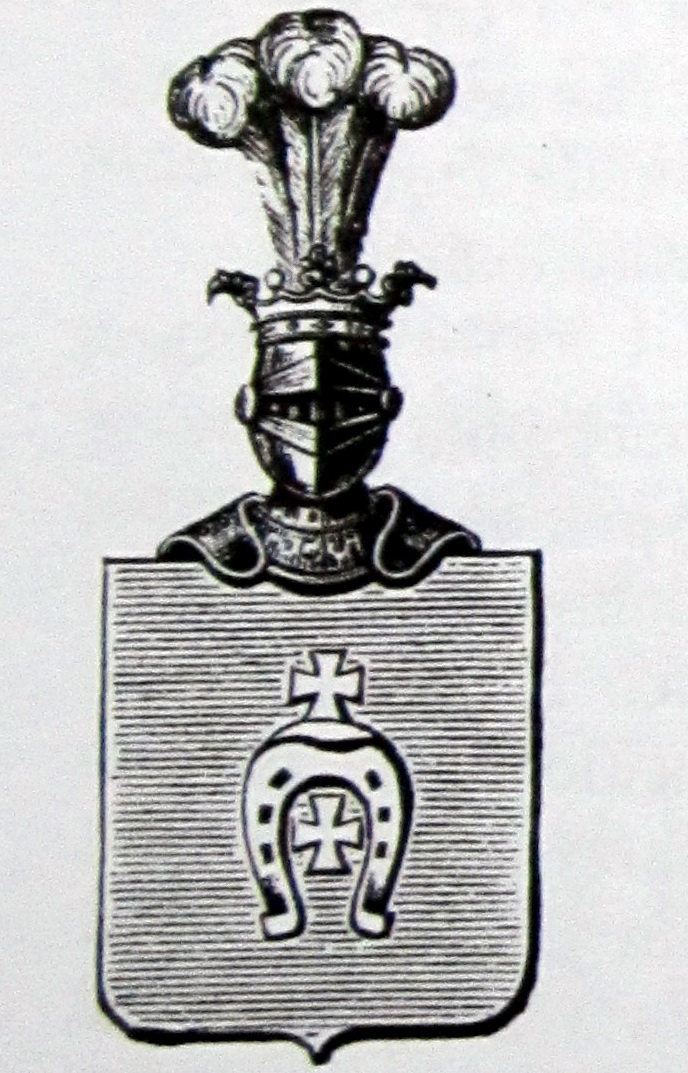
Изображение герба в «Оршанском гербовнике» (1900 г.) и в «Herbarz Polski» А. Бонецкого
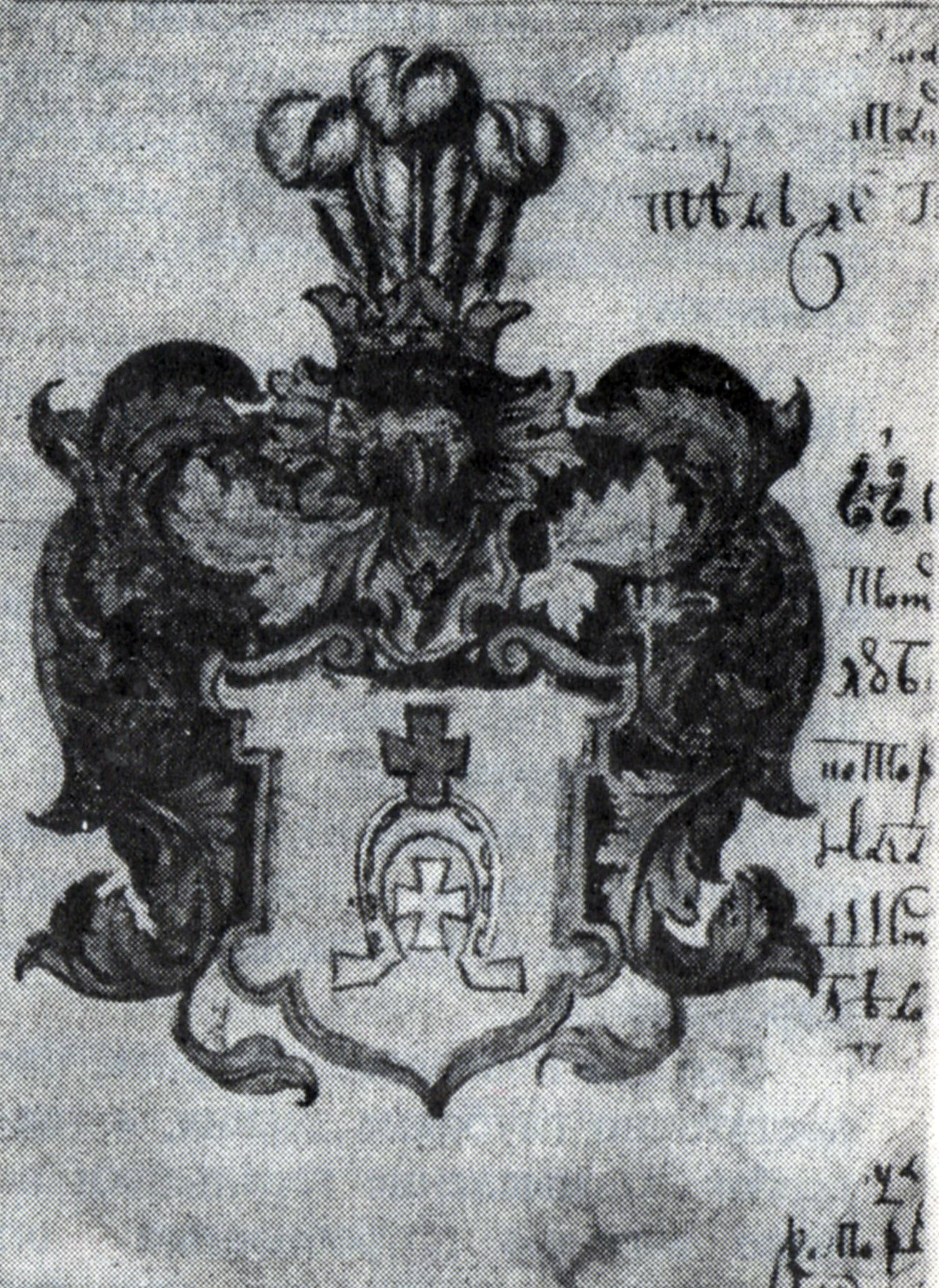
Герб «Любич», поданный Грушецкими в 80-е годы XVII в. в Палату родословных дел